# 290181 Sigut
290181 Sigut este o planetă minoră (asteroid), cu un diametru de 3,213 km, din centura de asteroizi. A fost descoperită pe 3 septembrie 2005 la Mauna Kea Observatories⁠(d) de Paul A. Wiegert⁠(d). 
Obiectul prezintă o orbită caracterizată de o semiaxă mare de 2,7416324525113 UAi, o excentricitate de 0,20583785962042, o înclinație de 6,7116523131089 ° în raport cu ecliptica.